# Канухин, Владимир Сергеевич
Влади́мир Серге́евич Кану́хин (род. 5 мая 1994, Жостово, Московская область) — российский актёр театра, кино, озвучивания и дубляжа, педагог. Наиболее известен по главным ролям в сериалах «Миллионер из Балашихи», «Конец света», «Ректор» и «Комбинация».

## Биография
Родился 5 мая 1994 года в посёлке Жостово Московской области. 
В 5-9 классах обучался в Кадетской школе-интернате № 6 «Московский Георгиевский кадетский корпус», а затем в Педагогическом колледже № 5.
В 2019 году окончил Школу-студию МХАТ (мастер курса Дмитрий Брусникин).
С 2016 года является актёром театра «Мастерская Брусникина», а с 2018 года сотрудничает с театром  «Практика».

## Фильмография

### Роли в кино и сериалах
| Год       |     | Название                                                 | Роль                                  |
| --------- | --- | -------------------------------------------------------- | ------------------------------------- |
| 2018      | с   | Ищейка (3-й сезон)                                       | Дима Даринский, пациент целителя      |
| 2018      | кор | Одна историческая ошибка                                 | Юра                                   |
| 2019      | ф   | Новый год, я люблю тебя! (новелла «Историческая ошибка») | Юра                                   |
| 2019      | с   | Пекарь и красавица                                       | Юра, сосед Гавриловых                 |
| 2019—2021 | с   | Миллионер из Балашихи                                    | Богдан Кандауров                      |
| 2019      | ф   | Пиковая дама: Зазеркалье                                 | Женя                                  |
| 2019      | с   | Доктор Рихтер (3-й сезон)                                | Егор Некрасов                         |
| 2019      | ф   | Небо измеряется милями                                   | солдат                                |
| 2020      | с   | Крепкая броня                                            | эпизодическая роль                    |
| 2020      | ф   | Аутло                                                    | Гот                                   |
| 2021      | с   | Крюк                                                     | Николай, юрист Крюкова                |
| 2021      | ф   | Только серьёзные отношения                               | Лёва                                  |
| 2021      | с   | Письма войны (3-я серия)                                 | Иван Изгаршев                         |
| 2022      | с   | Конец света                                              | Азик Митрохин (Азазелло), видеоблогер |
| 2022      | с   | Замёрзшие                                                | Митя                                  |
| 2023      | ф   | За нас с вами                                            | комсомолец                            |
| 2023      | ф   | Императрицы                                              | Антон Ульрих                          |
| 2023      | с   | Цикады                                                   | врач скорой помощи                    |
| 2024      | с   | Как друзья Захара женили                                 | Женя                                  |
| 2024      | с   | Ректор                                                   | Лаврик (Лаврентий Семёнович Тимошин)  |
| 2024      | с   | Комбинация                                               | Виталий Окороков                      |
| 2025      | ф   | Новое чудо (в производстве)                              | Монке                                 |

### Роли в видеоклипах
- 2024 — «Russian Girls» (Наталия Орейро, OST «Комбинация»)[4]

### Озвучивание
| Год  |    | Название                        | Роль                           |
| ---- | -- | ------------------------------- | ------------------------------ |
| 2016 | ф  | Первый мститель: Противостояние | Питер Паркер / Человек-паук    |
| 2016 | мф | Тролли                          | Имя персонажа не указано       |
| 2017 | мф | Смурфики: Затерянная деревня    | Имя персонажа не указано       |
| 2017 | мф | Сказ о Петре и Февронии         | Имя персонажа не указано       |
| 2017 | ф  | Удача Логана                    | солдат штата Западная Виргиния |
| 2017 | мф | Тайна Коко                      | Имя персонажа не указано       |
| 2024 | мф | Команда монстров                | Кристаллкугель                 |

## Театральные работы
Театр наций
- 2016 — «До и после», драматург проекта Михаил Дурненков (режиссёр Дмитрий Брусникин)

Учебный театр Школы-студии МХАТ
- 2018 — «Лес», по философскому труду Владимира Бибихина (режиссёр Дмитрий Мелкин)
- 2018 — «#ЯНеБоюсьCказать» (хореограф Алла Сигалова)
- 2018 — «Чайка. Оратория», по пьесе Антона Чехова (режиссёр Наталья Волошина)
- 2019 — «Кульминация», по пьесам конкурсов современной драматургии (режиссёры Марина Брусникина, Сергей Щедрин)

Театр «Практика»
- 2018 — «Транссиб» (режиссёры Дмитрий Брусникин, Сергей Щедрин)
- 2018 — «Человек из Подольска. Серёжа очень тупой» по пьесам Дмитрия Данилова (режиссёр Марина Брусникина)
- 2022 — «Когти в печень (никто не вечен)» по пьесе Юрия Клавдиева (режиссёр Сергей Карабань)

## Награды и номинации
- 2022 — Награда в номинации «Лучший веб-сериал по мнению жюри» на IV Национальной премии в области веб-индустрии (второй сезон сериала «Миллионер из Балашихи»)[5][6].
- 2023 — Номинация на премию Гильдии кастинг-директоров России за лучшую мужскую роль (сериал «Конец света»)[7].
- 2024 — Digital-издание People Talk включило Владимира Канухина в список 6 самых стильных российских актёров[8].
- 2025 — Номинация на премию Ассоциации продюсеров кино и телевидения в категории «Лучший актёр второго плана в сериале» (сериал «Комбинация»)[9].

## Интервью
- OK! — Владимир Канухин о гигиене в профессии, ответственности перед аудиторией и способности сохранять в себе ребёнка // 28 марта 2025
- «2х2.медиа» — Четыре сущности Володи Канухина. Большой фотопроект 2х2.медиа // 5 февраля 2025
- U magazine — Владимир Канухин: «Если я при прочтении сценария смеюсь или плачу, я понимаю, что это гениально» // 24 октября 2024
- «Сноб» — Актёр Владимир Канухин: Уже три месяца кроме «Комбинации» ничего не слушаю // 8 октября 2024
- Hello! — Владимир Канухин: 10 коротких вопросов // 8 октября 2024
- People Talk — Титры: Володя Канухин // 6 сентября 2024
- «РБК Life» — «Создаю героев, которые дышат ветром»: кто такой Владимир Канухин // 25 августа 2024
- «Кинопоиск» — Владимир Канухин, 30 лет, актер. Играл в «Конце света» и «Ректоре» // 15 мая 2024
- «Кино-театр.ру» — Владимир Канухин: «Я пытаюсь в каждого своего героя вложить детскую наивность» // 25 апреля 2024
- «2х2.медиа» — Владимир Канухин — об успехе «Конца света», психологизме в кино и роли театра в жизни // 18 сентября 2023
- Flacon Magazine — Полочка в ванной: Актёр Владимир Канухин о кришнаизме, красных волосах, отказе от солёного и банях // 20 февраля 2023
- SRSLY — «Хороший, плохой, маленький». Интервью с актером Владимиром Канухиным о «Конце света», Жостово и хаосе // 27 октября 2022
- GQ — Дерзкое интервью с «миллионером из Балашихи» об инвестициях, стиле и больших деньгах // 18 августа 2021
- «Сноб» — «Смотри на любую ситуацию со знаком плюс, и у тебя всё получится». Владимир Канухин о съёмках в комедийном сериале «Миллионер из Балашихи» // 5 августа 2021